# Fabio Söhnel
Fabio Söhnel (* 26. September 1996) ist ein österreichischer Basketballspieler in der Spielart 3-gegen-3.

## Leben
Der aus Altach stammende Söhnel spielte zwischen 2014 und 2023 in Wien für die Timbevwolves (2014/15) und danach für die Basket Flames in der österreichischen Basketballliga.

### Nationalmannschaft
Bei der 2024 auf der Kaiserwiese im Wiener Prater stattfindenden Ausgabe der 3x3-Europameisterschaft wurde er gemeinsam mit Nico Kaltenbrunner, Enis Murati und Toni Blazan Europameister.